# Boulevard Léon-Bureau
Le boulevard Léon-Bureau est une artère de Nantes, en France.

## Situation et accès

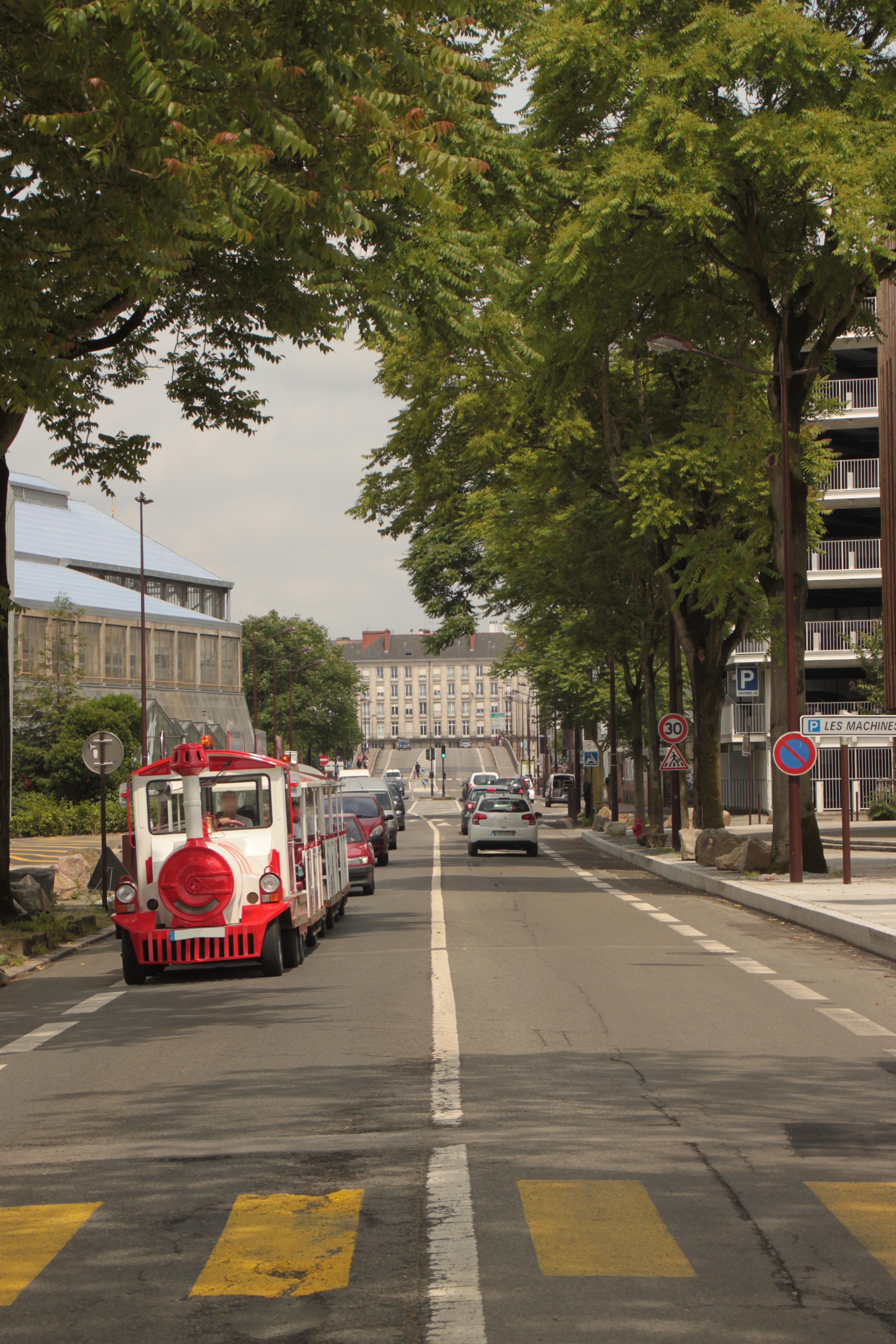
Vu depuis le boulevard de la Prairie-au-Duc vers le pont Anne-de-Bretagne.

Située sur l'île de Nantes, ce boulevard rectiligne, orienté nord-nord-ouest/sud-sud-est, d'une longueur d'environ 420 mètres, part du pont Anne-de-Bretagne, pour aboutir boulevard de l'Estuaire.
Sur son tracé, il rencontre successivement la rue Julien-Videment, l'allée Assia-Djebar, le parvis des Nefs (partie intégrante du parc des Chantiers), la rue La Noue-Bras-de-Fer, le mail du Front-Populaire, la rue la Tour-d'Auvergne, la place Albert-Camus, et coupe enfin le boulevard de la Prairie-au-Duc.

## Origine du nom
Il a été baptisé en l'honneur de l'armateur nantais Léon Bureau (1837-1900), capitaine de long cours, président du Syndicat des armateurs et des Industries maritimes, qui fut par ailleurs un grand spécialiste du dialecte breton parlé dans le pays de Guérande (aujourd'hui disparu).

## Historique

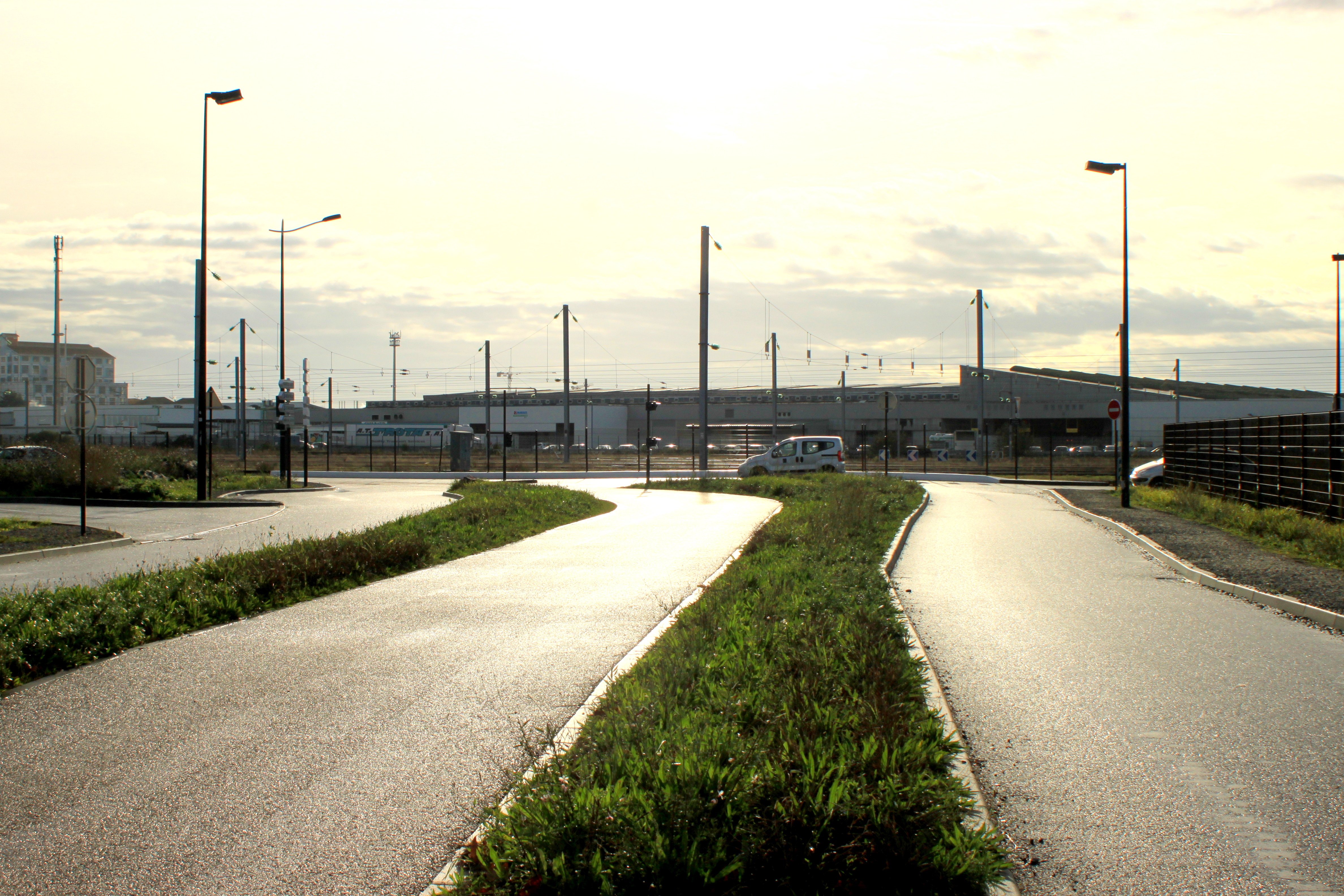
Le nouveau prolongement.

La création de ce boulevard résulte du comblement, à la fin des années 1920, d'un ancien canal, le « canal Jollet » (ou « canal Nord-Sud ») , qui avec, un réseau de canaux annexes, permettait, jusqu'alors, le transport par voie d'eau des marchandises, sortant ou entrant des usines environnantes, situées sur l'Île de la Prairie au Duc, comme les chantiers navals Dubigeon qui se trouvaient à l'ouest de ce canal,,.
À la suite de la fermeture des chantiers navals en 1987, ce site industriel est aménagé en parc public, le parc des Chantiers abritant Les Machines de l'île. Au Sud-Est de celui-ci se trouve également La Fabrique Île-de-Nantes qui regroupe les bâtiments Stereolux (et ses deux salles de spectacle) et Trempolino.
Depuis le 1er juillet 2013, le boulevard est rallongé d'une centaine de mètres au sud du giratoire qui le fait communiquer avec le boulevard de la Prairie-au-Duc, pour aboutir sur le nouveau boulevard de l'Estuaire.
Après six mois de travaux ayant permis d'apaiser la circulation automobile (aménagement d'une « zone 30 », les feux de circulation remplacés par des panneaux de signalisation de cédez-le-passage) et en optimiser la sécurité des piétons et cyclistes (installation de quatre grands plateaux piétonniers pour sécuriser les traversées piétonnes, élargissement des trottoirs intégrant des pistes cyclables), le boulevard est rouvert à la circulation le 1er juillet 2016. Les quatre nouveaux plateaux piétonniers sont agrémentés d'une œuvre artistique d'Aurélien Bory, intitulée Traverses, constituée de nombreuses lignes courbes entremêlées peintes sur la chaussée.

## Bâtiments remarquables et lieux de mémoire
Le boulevard est bordé d'anciens hangars industriels reconvertis en lieux de création artistique comme :
- Les Machines de l'Île ;
- La Fabrique ;
- Le Blockhaus DY10 ;
- Le quartier de la Création.

## Voies secondaires

### Allée Assia-Djebar
Le nom de cette voie piétonne reliant le boulevard Léon-Bureau à la rue Sourdéac fut attribuée par délibération du Conseil municipal du 30 juin 2017 en mémoire de la femme de lettres algérienne, membre de l'Académie française Assia Djebar. La création de cette voie doit intervenir dans le cadre du projet immobilier « Ebène » dont la livraison est prévue pour 2019, séparant ainsi cette construction du Blockhaus DY10.

### Place Albert-Camus

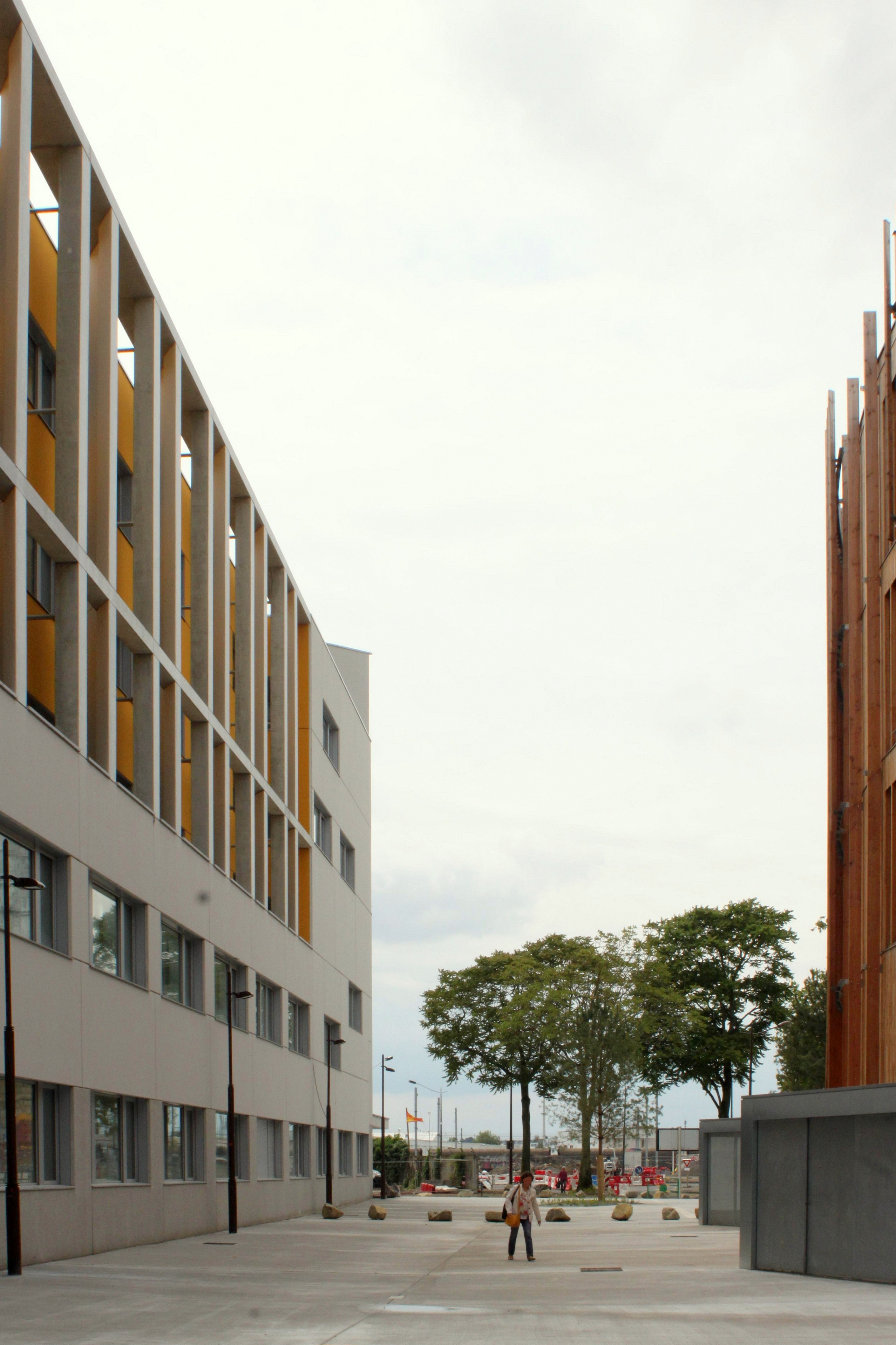
La place Albert-Camus, vue de la rue la Tour-d'Auvergne.

Cette esplanade dont le nom fut attribué par délibération du Conseil municipal du 2 juillet 2010 en mémoire de l'écrivain Albert Camus, s'étend en équerre le long du côté sud-est du boulevard Léon-Bureau entre la rue la Tour-d'Auvergne (au nord) et la rue Arthur-III (à l'est),, englobant les façades ouest et sud du « Pôle des Arts Graphiques » né du regroupement de l'école des métiers de l'imprimerie et de la formation Arts Appliqués du lycée de la Joliverie de Saint-Sébastien-sur-Loire.
Le côté nord de la place est occupé par une construction bioclimatique en bois baptisée « Bâtiment B » ("B" comme bois), dont le plan à la forme d'une feuille ou d'une goutte d'eau. Celui-ci abrite un forum permanent des évolutions techniques et organisationnelles liées au bois et à ses usages.
Le côté sud est occupé par l'immeuble « Zéro Newton », conçu par l'architecte Eduardo Souto de Moura (lauréat du Prix Pritzker en 2011), associé à l'agence Unité. Cette construction est constituée d'une tour de 33 mètres de hauteur accueillant un ensemble de bureaux et d'activités dédié aux industries culturelles et créatives. Cette tour repose en équilibre sur un socle de 350 m2 occupé par des commerces au rez-de-chaussée (dont un restaurant et une galerie d'art contemporain). Sa construction a débuté en septembre 2015 et a été achevée fin 2017.